# 莊廷偉
莊廷偉（1662年9月30日—1720年9月8日，康熙元年八月十九日－康熙五十九年八月初七日），字軼羣。江南省常州府武進縣（今屬常州市）人，清朝政治人物。

## 生平
康熙二十六年（1687年）中式丁卯科江南鄉試舉人。
康熙三十年（1691年）中式辛丑科第二甲第十一名進士出身。授行人司行人。
三十六年（1697年）七月十九日，敕封徵仕郎。
三十八年（1699年），任戶部雲南司郎中。
四十二年（1703年）三月十八日，誥封奉政大夫。
四十三年（1704年），外授河南衛輝府知府。
五十二年（1713年）三月十八日，誥封中憲大夫。
五十六年（1717年），以陝西按察使司副使分巡甘山道。在当地推广江南水车，引进和推广农作物优良品种，从内地调运小麦、大麦、豌豆、胡麻、玉米、番薯、马铃薯、花生、烟草等籽种，增加农作物种类，提高粮食产量。著有《治甘州記》。
康熙五十九年（1720年）八月初七日，卒，年五十九歲。
身後因甘肅甘山道任內「應追核減運糧腳價銀兩案」被限期追賠。

## 家族
莊廷偉屬毗陵莊氏第十一世。
- 祖父：莊應會（1598年－1657年），崇禎元年傳臚，官至刑部右侍郎。因入贅遷居浙江仁和縣塘棲鎮。
- 祖母：吳氏，莊應會正室，敕封安人，誥贈夫人。崇禎七年進士南明禮部尚書吳鍾巒之女。
- 父：莊儀生（1600年－1676年），邑庠生入太學。
- 母：浙江仁和卓氏，莊儀生正室，誥贈恭人。順治四年進士左春坊左庶子兼內翰林秘書院侍讀卓彝之女。

- 廷偉排行第一，另有三弟、四姊妹：
  - 莊河（1678年－1700年），娶浙江德清蔡氏。
  - 莊海（1681年－？年），監生。娶浙江杭州邵氏。
  - 莊濟（1684年－1725年）。

- - 姊妹一，適監生劉涵。
  - 姊妹二，適浙江仁和監生卓璉。
  - 姊妹三，適浙江仁和監生卓珩。
  - 姊妹四，適浙江湖州沈氏。

### 妻妾
- 正室：長洲范氏，康熙三十六年敕封孺人，四十二年誥封宜人，五十二年誥贈恭人。順治六年進士光祿寺卿范周之女。
- 無側室。

### 子女
有一子二女。
- 子：莊學軾（1693年－1720年），監生。娶崑山徐氏，康熙二十四年進士徐樹穀孫女。
- 長女，適長洲朱俊。
- 次女，適長洲貢生按察使司副使宋暎。